# Округ Долни Кубин
Округ Долни Кубин (слч. Okres Dolný Kubín) округ је у Жилинском крају, у Словачкој Републици. Административно средиште округа је град Долни Кубин.

## Географија
Налази се у централном дијелу Жилинског краја.
Граничи:
- на сјеверу је Округ Наместово и Округ Чадца,
- источно Округ Тврдошин и Округ Липтовски Микулаш,
- западно Округ Жилина,
- јужно Округ Мартин и Округ Ружомберок.

Клима је умјерено континентална.

## Становништво
| Година:    | 1994.  | 2004.   | 2014.   | 2024.   |
| ---------- | ------ | ------- | ------- | ------- |
| Број људи: | 38 497 | 39 458  | 39 469  | 38 726  |
| Разлика:   |        | +2,49 % | +0,02 % | -1,88 % |

| Година:    | 2023.  | 2024.   |
| ---------- | ------ | ------- |
| Број људи: | 38 734 | 38 726  |
| Разлика:   |        | -0,02 % |

Према подацима о броју становника из 2011. године округ је имао 39.487 становника. Словаци чине 94,31% становништва.
| Етнички састав (2011)‍ | Етнички састав (2011)‍ | Етнички састав (2011)‍ | Етнички састав (2011)‍ | Етнички састав (2011)‍ |
| --------------------- | --------------------- | --------------------- | --------------------- | --------------------- |
|                       |                       |                       |                       |                       |
| Словаци               | Словаци               |                       | 0                     | 94,31%                |
| Чеси                  | Чеси                  |                       | 0                     | 0,46%                 |
| остали, непознато     | остали, непознато     |                       | 0                     | 5,23%                 |

## Насеља
У округу се налази један град и 23 насељена мјеста.